# おもしろ演芸決定版
『おもしろ演芸決定版』（おもしろえんげいけっていばん）は、1983年1月7日から同年9月30日までテレビ東京系列で放送されていたテレビ東京制作の演芸番組である。放送時間は毎週金曜 20:00 - 20:54 （日本標準時）。
前番組『お笑いベストテン』が3ヶ月（1クール）で終了したことを受け企画された番組。前番組では、若者や関西で人気のある芸人が多数出演していたが本番組では若者だけでなく中高年や関東で人気のある芸人が多数出演したほかマジシャンや声帯模写も出演した。
演者たちが毎回1つのテーマに沿って芸を披露していた。
番組は9ヶ月間（3クール）続いたが巨人戦を除く公式戦とジュニアオールスターゲームのプロ野球中継や『メガロポリス歌謡祭』などの特番で休止した週もあった。

## 出演者

### 司会
- 春風亭小朝

### 主な出演者
- ダーク大和
- マギー司郎
- コントレオナルド
- コント赤信号
- 正司敏江・玲児
- 春日三球・照代
- ほか